# Schismatoclada homollei
Schismatoclada homollei är en måreväxtart som beskrevs av Pierre Boiteau. Schismatoclada homollei ingår i släktet Schismatoclada och familjen måreväxter.
Artens utbredningsområde är Madagaskar. Inga underarter finns listade i Catalogue of Life.